# Iwan Buresch
Iwan Jossifow Buresch (bulgarisch Иван Йосифов Буреш; * 15. Dezember 1885 in Sofia; † 8. August 1980 ebenda) war ein bulgarischer Zoologe.

## Leben
Buresch studierte in Sofia und Prag. 1914 gründete er das Nationale Naturhistorische Museum Bulgariens. Er war Mitglied der Bulgarischen Akademie der Wissenschaften und leitete von 1947 bis 1959 das Zoologische Institut der Akademie.
Er gilt als Pionier der Erforschung der Fauna Bulgariens. So erfolgten durch ihn 23 Erstbeschreibungen von Tierarten. Ein Schwerpunkt seiner Arbeit lag auf der Erforschung von Insekten, aber auch Lurche, Parasiten und Höhlenfauna waren Forschungsgebiete. Er befasste sich mit ökologischen Fragen und auch der Geschichte der Naturwissenschaften in Bulgarien.